# Thisted Amtskreds
Thisted Amtskreds var en valgkreds i Landsdel Jylland fra 1920 til 1970. I 1971 kom størstedelen af området til Viborg Amtskreds, mens en mindre del kom til Nordjyllands Amtskreds og den mindste del til Ringkøbing Amtskreds. 
Fra 2007 ligger det meste af den tidlige amtskreds i Nordjyllands Storkreds (Thistedkredsen og noget af Brønderslevkredsen), mens en lille del ligger i Struerkredsen i Vestjyllands Storkreds.
Amtskredsen bestod af følgende opstillingskredse:
1. Thistedkredsen.
2. Hurupkredsen.
3. Nykøbing M-kredsen.

Thisted Amts nordlige udgjorde Frøstrupkredsen. Denne kreds blev indlemmet i Thistedkedsen i 1920.